# ドゴン族

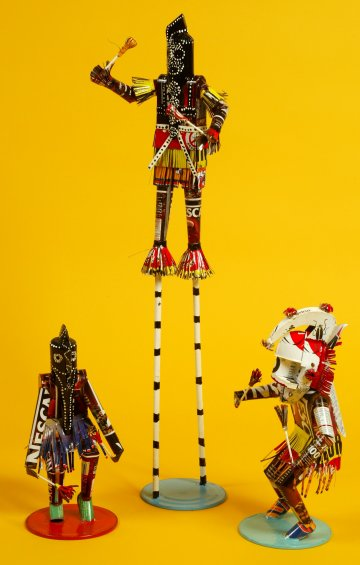
インディアナポリス子供博物館のコレクションからドゴン族の踊りの人形

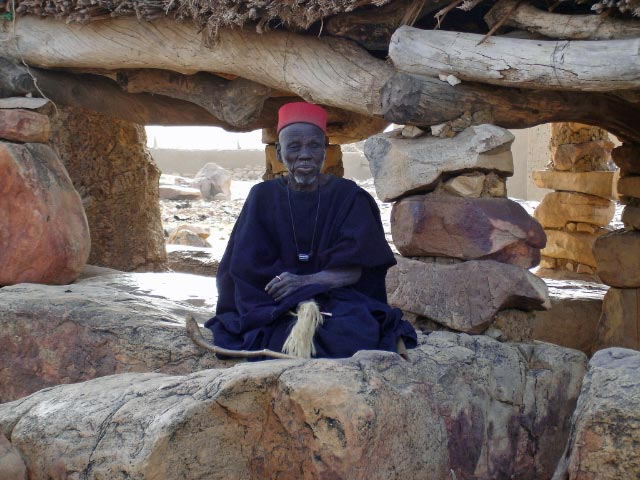
ドゴン族の男性。ホゴンと呼ばれる宗教上の長。

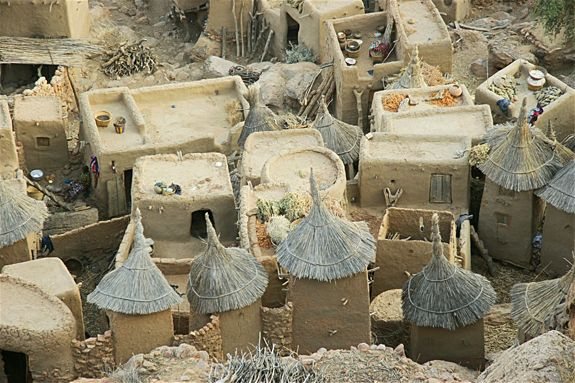
断崖に住むドゴン族の村

ドゴン族（Dogon）はマリ共和国のニジェール川流域に面したバンディアガラの断崖（バンディアガラ山）に居住する民族。人口は約25万人。

## 社会
6月から10月にかけての雨季にはトウジンビエ、トウモロコシ、イネ、フォニオ、タマネギなどを栽培し、乾季には人工池を建築する。
社会的には父系血統からなる集団を形成し、仮面結社や年齢集団といった政治的組織が確立され、ホゴンと称する首長により村の運営が行われる。特に仮面結社に代表されるような、仮面文化に発達がみられ、これを用いた舞踊や祭事に文化的特徴を有する。祭事の多くは乾季に行われ、先祖を讃える祭り、氏族のトーテムを祀るもの、男子結社による祭りなどが行われる。中でも60年に1度実施される、祖先の霊力を持った蛇の大仮面を奉納するシギの祭りはよく知られる。

## ドゴン神話
天文学に関する知識を多く持つドゴン族は、それに由来する神話を数多く持ち、フランスのジェルメーヌ・ディテルランやマルセル・グリオールといった研究者によりその詳細が紹介された。この学術論文は1950年にアフリカ学協会誌に『スーダン原住民の伝承によるシリウス星系』という名で発表がなされている。ただしこの神話については、ドゴン族が近代以降の実証的な経験科学に基づく科学知識に接触していなかった時代にドゴン族自身の経験や知識に依拠して創造された神話なのか、何らかの形で近代科学と接触した上で創造された神話なのかが不明とされており、議論の対象となっている。

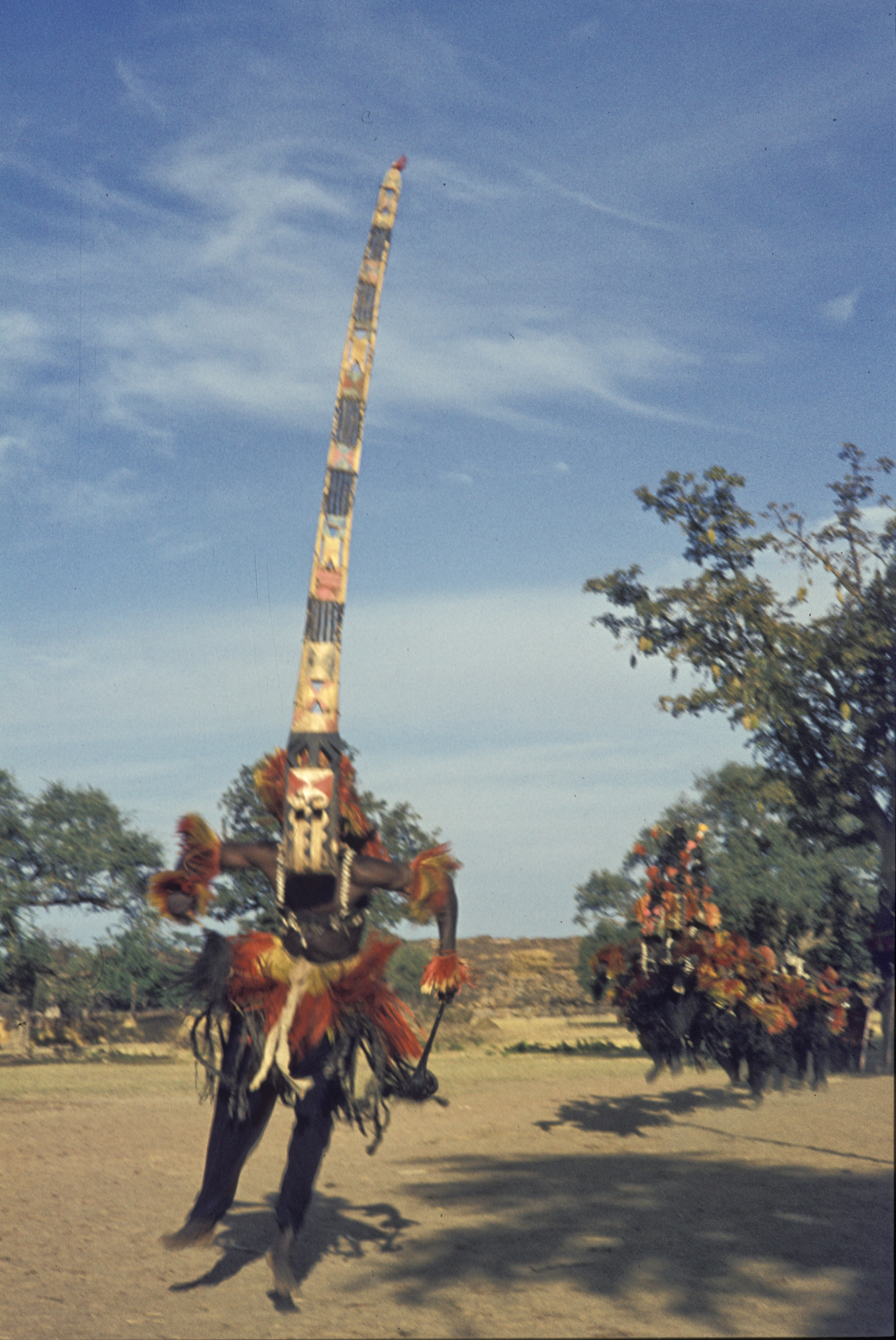
儀式用の仮面を着けたドゴン族